# George Wood (Fußballspieler)
George Wood (* 26. September 1952 in Douglas) ist ein ehemaliger schottischer Fußballtorhüter. Er war bei diversen englischen Erstligisten (FC Everton und FC Arsenal) aktiv und stand als langjähriger Stammkeeper für die Zweitligisten FC Blackpool und Crystal Palace zwischen den Pfosten. Darüber hinaus absolvierte er vier A-Länderspiele für die schottische Nationalmannschaft und war Teil des Kaders der WM-Endrunde 1982 in Spanien, bei der er jedoch nur als Ersatz für Alan Rough fungierte und in keinem der drei Gruppenspiele eingesetzt wurde.

## Sportlicher Werdegang

### Vereinskarriere
Wood begann seine sportliche Laufbahn in der Saison 1970/71 beim schottischen Zweitligisten FC East Stirlingshire, bei dem ihm am 9. Januar 1971 das seltene Kunststück eines selbst erzielten Tors gegen Queen of the South vom eigenen Strafraum aus gelang. Für eine Ablösesumme von 10.000 Pfund, von der 7.000 Pfund sofort fällig wurden, wechselte er im Januar 1972 nach England zum FC Blackpool, der ein halbes Jahr zuvor aus der höchsten englischen Spielklasse abgestiegen war. Dort sollte er primär als Ersatzmann hinter John Burridge dienen und nach Spielpraxis in der Reservemannschaft debütierte er am 15. April 1972 anlässlich eines 2:0-Heimsiegs gegen Oxford United. In den folgenden vier Jahren duellierte er sich intern stetig mit Burridge, bevor er nach dessen Weggang zu Aston Villa in der Saison 1975/76 zur „Nummer 1“ wurde und dann bis zum Ende der Spielzeit 1976/77 insgesamt 77 Zweitligapartien bestritt. Für 150.000 Pfund zog es ihn im August 1977 zum Erstligisten FC Everton. Für die „Toffees“ verpasste er in den ersten beiden Jahren keines der 84 Erstligaspiele und verließ den Verein im Sommer 1980, nachdem Evertons „Youngster“ Martin Hodge im November 1979 zum neuen Stammkeeper befördert worden war.
Für 140.000 Pfund heuerte der mittlerweile 27-jährige Wood beim FC Arsenal an. Dort sollte er Paul Barron als „Backup“ für den Stammtorhüter Pat Jennings ersetzen. In den drei Jahren für die „Gunners“ bestritt Wood mehr Pflichtspiele als Jennings. Erstmals lief er am 20. September 1980 beim FC Middlesbrough (1:2) auf und stand auch in den folgenden zwölf Partien zwischen den Pfosten, bevor sich Jennings wieder fit meldete. In der anschließenden Spielzeit 1981/82 bestritt Wood 27 Pflichtspiele für Arsenal, wobei er den Weg in die Mannschaft nach einer Drittrunden-Niederlage im FA Cup gegen Tottenham Hotspur (0:1) gefunden hatte und bis zum Saisonende die „Nummer 1“ blieb. In dieser Rolle begann er gleichsam die folgende Spielzeit 1982/83 und absolvierte 30 weitere Pflichtpartien. Dazu gehörte sein Debüt im Europapokal gegen Spartak Moskau im September 1982. Nach einer 2:3-Auswärtsniederlage lag Arsenal daheim mit 2:0 vorne, bevor Spartak die Begegnung spektakulär drehte und mit 5:2 gewann. Das Heimpublikum spendete den Gästen nach dem Schlusspfiff Applaus; Wood traf an sämtlichen Gegentreffern keine Schuld. Im selben Jahr war Wood an einem weiteren enttäuschenden Aus beteiligt, als Arsenal im Halbfinale des FA Cups gegen Manchester United zur Halbzeit mit 1:0 führte und den Vorsprung noch verspielte (Endstand 1:2). Schon knapp zwei Monate zuvor war die Mannschaft ebenfalls im Semifinale des Ligapokals an den „Red Devils“ gescheitert. Im Sommer 1983 folgte er seinem Vorgänger Barron zum Zweitligisten Crystal Palace.
Bei „Palace“ war Wood sofort erste Wahl und in insgesamt viereinhalb Jahren waren er nahezu drei Jahre „dauerpräsent“. Geschätzt wurde an ihm neben der imposanten Statur, Konstanz und seiner Mannschaftsdienlichkeit die mutige Spielweise, mit der er sich auch bei intensiven Zweikämpfen nicht schonte. Nach einer üblen Knieverletzung aus der Partie gegen Shrewsbury Town, mit der er vom Feld getragen wurde, stand er nur vier Tage später wieder unvermittelt im Tor. Vereinsintern wurde er im Jahr 1986 zum „Spieler des Jahres“ geehrt. Im Januar 1988 zog Wood weiter zum walisischen Klub Cardiff City, der in der vierten englischen Spielklasse um den Aufstieg kämpfte und diesen letztendlich auch bewerkstelligte. Nach einer Leihperiode im Jahr 1990 bei seinem Ex-Klub aus Blackpool beendete er seine Profiligakarriere in der Saison 1990/91 beim Viertligisten Hereford United. Unterhalb des Spielbetriebs der Football League ließ er seine aktive Laufbahn bei Merthyr Tydfil auslaufen sowie danach für Inter Cardiff in der League of Wales. Für Inter Cardiff arbeitete er später auch als Trainer und betreute diesen im Europapokal.

### Schottische Nationalmannschaft
Wood befand sich in einer Konkurrenzsituation mit Alan Rough sowie später Billy Thomson und Jim Leighton im Kampf um den Platz im Tor der schottischen Nationalmannschaft. Er debütierte am 22. Mai 1979 bei einem 1:0-Sieg gegen Nordirland und bestritt noch zwei weitere Partien im selben Jahr. Dazu zählte eine 1:3-Niederlage gegen Argentinien, bei der Diego Maradona sein erstes Länderspieltor erzielte. Wood kam letztmalig am 28. April 1982 für Schottland erneut gegen Nordirland (1:1) zum Zug. Nach der gelungenen Qualifikation für die WM-Endrunde 1982 in Spanien nominierte ihn Trainer Jock Stein in den 22-Mann-Kader. Dort kam er jedoch in keinem der drei Gruppenspiele zum Einsatz.

## Nach der aktiven Karriere
Wood arbeitete im weiteren Verlauf seines Lebens als Torhütertrainer. Er begann mit Cardiff City und Hartlepool United. Im Juni 2009 folgte ein Engagement bei Swindon Town, bevor er sich im August 2011 ein drittes Mal dem FC Blackpool anschloss. Im Dezember 2012 ging es zu seinem weiteren Ex-Klub, nunmehr zu Crystal Palace für die folgenden zweieinhalb Jahre.

## Titel/Auszeichnungen
- PFA Team of the Year (1): 1976/77 (2. Liga)
- Walisischer Pokal (1): 1987/88